# Distrito de Khandwa
Khandwa (en hindi; खांडवा जिला) es un distrito de la India en el estado de Madhya Pradesh. Código ISO: IN.MP.EN.
Comprende una superficie de 10 779 km².
El centro administrativo es la ciudad de Khandwa.

## Demografía
Según censo 2011 contaba con una población total de 1 309 443 habitantes, de los cuales 635 952 eran mujeres y 673 491 varones.